# 約翰·J·B·威爾遜
约翰·J·B·威尔逊（英語：John J.B. Wilson，1954年5月24日—），美国人，文案、广告员。幼时随父母迁居加利福尼亚州圣莫尼卡，就读于加州大学洛杉矶分校，主修电影和电视，毕业后从事电影营销业务。
威尔逊与莫·墨菲创办了一年一度的金酸梅奖，“表彰”年度烂片。1981年，奥斯卡奖当晚，他在家中举办百味餐晚宴，邀请好友们在他家客厅即兴颁奖。次年，《洛杉矶每日新闻报》报道第1届金酸梅奖活动，当时威尔逊站在纸板搭的讲台后，宣布《停不了的音乐》获得金草莓獎最差電影。次年，金酸梅奖颁奖典礼的观众人数翻倍，到了第4届金酸梅奖更获得CNN转播和两大主流新闻媒体的连线。威尔逊在颁奖典礼中一直扮演着活跃的角色，故被封为“金酸梅奖首领”。2005年，他出版纪念金酸梅奖25周年的书籍《金酸梅奖电影官方指南》。

## 生平
威尔逊长于芝加哥，9岁时随父母迁居圣莫尼卡。小时候为了去露天看台观看奥斯卡奖，他经常翘课。他就读于加州大学洛杉矶分校，主修电影和电视。上大学时，他打理韦斯特伍德村福克斯影院。从加州大学毕业后，威尔逊从事电影营销和为洛杉矶电影节赞助商写广告的工作，每年观看200多部电影。2005年，威尔逊表示他仍担任电影营销工作。还创作预告片。他的文案作品中，有宣传奥斯卡奖的。威尔逊曾向《刀锋报》表示，“当他们发现我在金酸梅奖干的好事时，都把我当间谍看了 。”2005年，威尔逊与妻子住在喜瑞都，育有一子。

## 金酸梅奖
威尔逊家的传统是在奥斯卡奖当晚于洛杉矶家中举办百味餐晚宴。1981年，第53届奥斯卡金像奖结束后，威尔逊邀请好友们到他家客厅即兴颁奖。即席的颁奖礼获得成功。次周，威尔逊发布该活动的新闻稿，被当地多家媒体收录，其中《洛杉矶每日新闻报》更以头条展示：“请收下这些信封。”于是，威尔逊看到《停不下的音乐》和《仙纳杜的狂热》播了两遍后，决定将活动正规化。他把好友们召集在一起回看第53届奥斯卡金像奖，给他们选票透出最差的电影。穿着劣质燕尾服的威尔逊站在纸板讲台后，用黏着泡沫球的扫帚棍充当麦克风，宣布《停不下的音乐》成为金酸梅奖最差电影。

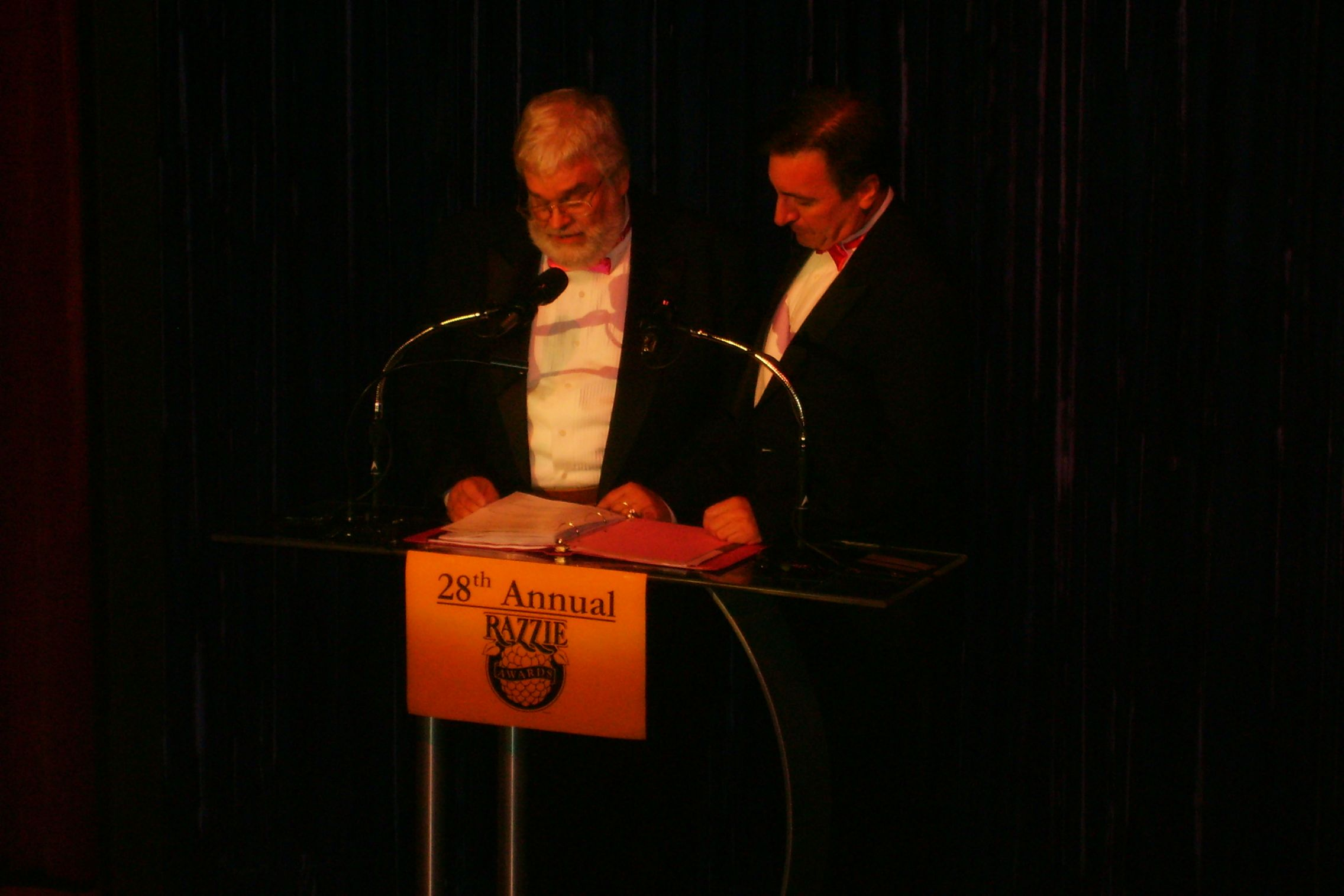
威尔逊出席第28届金酸梅奖

“酸梅”一词用的是咂舌的意义。威尔逊告诉《都怪它是狗》（Blame It on the Dog）的作者：“1980年我去国会图书馆注册这个词，他们问我‘为什么选酸梅？什么意思’但自那时起，酸梅已经深入渗透到文化中。如果没有好莱坞的助攻，我们不可能辦到。”威尔逊被称为“金酸梅老司令”。典礼程序模仿奥斯卡奖，但“刻意低端简陋”。每次颁奖的传统花费为4.79美元，相当于放在喷上金漆的超8毫米胶片卷上的“高尔夫球大小的酸梅”。
第1届金酸梅奖约有30人出席，第2届观众翻倍，第3届再翻一番。到了第4届，CNN和两大新闻通讯社转播活动。威尔逊意识到金酸梅奖的排期应先于奥斯卡，才能获得更多媒体的报道：“我们最终发现你不能与奥斯卡在同一个晚上竞争，但如果你在前一天晚上搞，全世界媒体都会过来找点事干干，典礼就容易抓住眼球了。”他告诉BBC News。
纪念颁奖礼25周年，威尔逊于2005年发布《金酸梅奖官方电影指南》。除了金酸梅奖得主，该书还收录威尔逊“威尔逊最喜欢的100部最差电影”榜单。之前他在1996年写过《电影观赏大法》（Everything I Know I Learned at the Movies）一书。

## 著作
- Wilson, John J. B. . General Publishing Group, Incorporated. 1996. ISBN 1-881649-64-4.
- Wilson, John. . Grand Central Publishing. 2005. ISBN 0-446-69334-0.

## 脚注
1. ↑  Crouse, Richard. . Dundurn Press Ltd. 2005: 103, 208. ISBN 1-55002-574-0.
2. 1 2 3 4 5 6 7 8 9  Larsen, Peter. . The Orange County Register. 2005-01-20: 1.
3. 1 2 3 4 5  Marder, Jenny. . Long Beach Press-Telegram. 2005-02-26: A1.
4. ↑  English 2005, p. 101
5. ↑  Borrelli, Christopher. . The Blade. 2005-02-23: D1.
6. 1 2 3 4 5 6  Lindrea, Victoria. . BBC News (BBC). 2007-02-25  [2009-05-04]. （原始内容存档于2012-07-30）.
7. 1 2 3  Germain, David (Associated Press). . South Florida Sun-Sentinel (Sun-Sentinel Company). 2005-02-26: 7D.
8. 1 2 3  Dawson 2006, pp. 48–50
9. ↑  Crouse 2005, p. 208
10. ↑  Agence France-Presse staff. . Agence France-Presse. 2009-02-22.
11. ↑  Crouse 2005, p. 103
12. 1 2  Steelman, Ben. . Wilmington Star-News. 2005-01-20: 22.
13. ↑  Wilson, John J. B. . General Publishing Group, Incorporated. 1996. ISBN 1-881649-64-4.